# Sweltsa hondo
Sweltsa hondo is een steenvlieg uit de familie groene steenvliegen (Chloroperlidae). De wetenschappelijke naam van de soort is voor het eerst geldig gepubliceerd in 1984 door Baumann & Jacobi.